# L'École des fans (Québec)
Pour la version française de l’émission, voir L'École des fans (France).
L'École des fans est une émission de télévision musicale québécoise diffusée entre le 18 avril 2004 et le 9 décembre 2007 sur le réseau TVA. Elle était animée par Charles Lafortune, qui animait aussi les jeux Le Cercle et La Classe de 5e.

## Description
Adaptation de la version française, diffusée au Québec depuis 1981 sur TVFQ 99 puis TV5, L'École des fans mettait en vedette des chanteurs québécois et des jeunes âgés de 4 à 6 ans. Pendant l'émission, chaque enfant chantait une chanson de l'artiste, accompagné de celui-ci. Parmi les vedettes à s'être présentées à L'École des fans, on peut nommer Céline Dion, Garou, Martin Deschamps, Wilfred Le Bouthillier, Michel Louvain, Marjo, Lara Fabian, le groupe Kaïn, Mitsou, Boule Noire et plein d'autres.
La décision d'arrêter l'émission n’est pas liée à l’audience, qui atteignait en moyenne 834 000 téléspectateurs, mais à une divergence entre le diffuseur et Christal Films, la société de production.

## Nouvelle vedette
Francis Bernier, né le 5 septembre 1997, a participé quatre fois à l'émission, dont deux pour chanter avec Céline Dion, une fois avec Mitsou et une autre avec Patrick Norman. Depuis, il a, depuis, un album à son actif intitulé Prince d'Azur. Il fait aussi partie des jeunes qui ont chanté dans l'album Les Fans chantent Noël.

## Citations des enfants
Chaque enfant s'entretient avec Charles Lafortune avant de commencer à chanter sa chanson, ce qui donne souvent place à des citations cocasses. En voici quelques exemples :
- « Avoir l'accent du lac, c'est parler comme un poisson… »
- « Les mascottes ne parlent pas pour ne pas déconcentrer l'équipe… »
- « Les princes et les princesses vivent dans un incroyable gros palais de justice… »